# Ревматичні захворювання
Ревматичні хвороби — група захворювань сполучної тканини (дерми, сухожильно-зв'язкового апарату, хрящової, кісткової тканини, синовіальних і серозних оболонок, базальних мембран судин тощо).
До ревматичних хвороб відноситься понад 120 різних за походженням нозологічних форм, переважно системного, рідше локального характеру, основним проявом яких є стійке ураження опорно-рухового апарату: суглоби, м'язи, зв'язки, сухожилля та кістки.

## Ревматичні хвороби

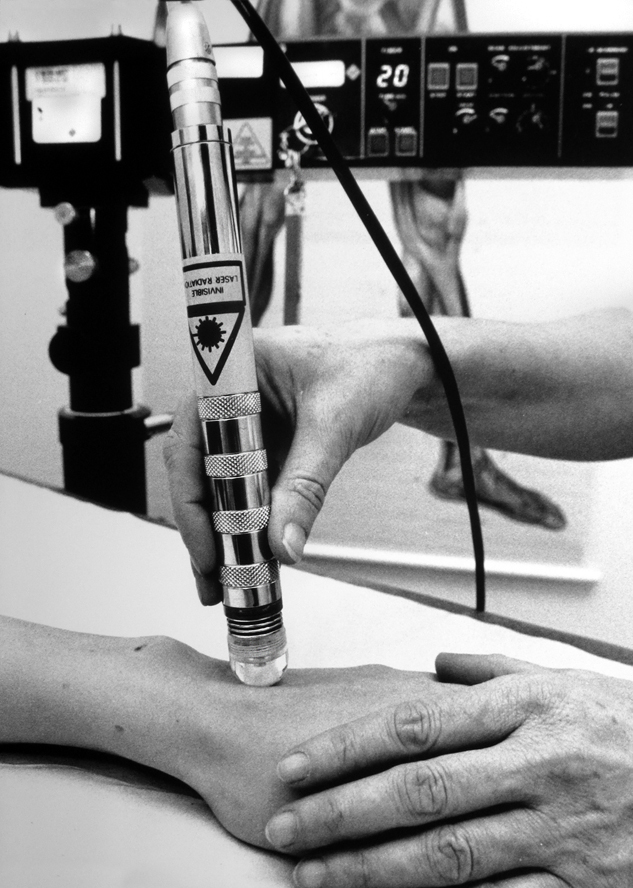

### Хвороби суглобів
- Артрити мікрокристалічні
- Артрит псоріатичний
- Артрити реактивні
- Артрит ревматоїдний
- Остеоартроз
- Ревматичні захворювання навколосуглобових м'яких тканин
- Анкілозуючий спондилоартрит (хвороба Бехтерева)

### Васкуліти системні
- Геморагічний васкуліт
- Гранулематоз Вегенера
- Мікроскопічний поліартеріїт
- Гігантоклітинний артеріїт (височний артеріїт, хвороба Хортона)
- Синдром Гудпасчера (легенево-нирковий синдром)
- Синдром Такаясу (аорто-артеріїт)
- Облітеруючий тромбангіїт
- Вузликовий періартеріїт

### Дифузні хвороби сполучної тканини
- Системний червоний вовчак
- Дерматоміозит (поліміозит)
- Системна склеродермія
- Змішане сполучнотканинне захворювання (синдром Шарпа)
- Хвороба Шегрена